# Rejoso (Binangun)
Rejoso is een bestuurslaag in het regentschap Blitar van de provincie Oost-Java, Indonesië. Rejoso telt 3644 inwoners (volkstelling 2010).